# Alfred P. Sloan Foundation
 (décembre 2020).
Si vous disposez d'ouvrages ou d'articles de référence ou si vous connaissez des sites web de qualité traitant du thème abordé ici, merci de compléter l'article en donnant les références utiles à sa vérifiabilité et en les liant à la section « Notes et références ».
L’Alfred P. Sloan Foundation est une organisation philanthropique à but non lucratif américaine fondée en 1934 par Alfred P. Sloan, alors dirigeant de la société General Motors. 
Les programmes de la fondation et ses intérêts concernent les domaines de la science et de la technologie, du niveau de vie et des sciences économiques.
En 2007, on trouve parmi les dirigeants Harold Shapiro, professeur d'économie à l'université de Princeton ou encore Robert Solow, lauréat du prix Nobel d'économie de 1987. Le total des actifs de la fondation est estimé à 1,8 milliard de dollars américains.

## Actions
En 2000, la fondation a été à l'origine d'un programme national de prévention contre le bioterrorisme. D'autres projets ont été soutenus comme le relevé des objets célestes Sloan Digital Sky Survey ou un programme de recensement de la vie sous-marine.
L'organisation a également créé au Boston College un réseau d'information et de recherche consacré au travail et à la famille.
Par ailleurs, les Bourses Sloan sont des bourses de recherche de deux ans décernées annuellement à des jeunes chercheurs dans le domaine scientifique.